# Passage to Arcturo
Passage to Arcturo EP je grčkog black metal-sastava Rotting Christ. Diskografska kuća Decapitated Records objavila ga je 1. svibnja 1991. EP je često ponovno objavljivan. Prvo ponovno izdanje objavljeno je 1993. Također je ponovno objavljen 1995. i 2006.

## Popis pjesama
| 1. | »Intro - Ach Golgotha (The Small One on the Cross)« (instrumentalna skladba) | 1:08 |
| 2. | »The Old Coffin Spirit«                                                      | 4:52 |
| 3. | »The Forest of N'Gai«                                                        | 5:50 |

| Strana B | Strana B                                      | Strana B | Strana B | Strana B | Strana B | Strana B | Strana B | Strana B | Strana B |
| Br.      | Skladba                                       | Trajanje |          |          |          |          |          |          |          |
| -------- | --------------------------------------------- | -------- | -------- | -------- | -------- | -------- | -------- | -------- | -------- |
| 4.       | »The Mystical Meeting (Sevlsemeth Spleh Dog)« | 4:36     |          |          |          |          |          |          |          |
| 5.       | »Gloria de Domino Inferni«                    | 1:37     |          |          |          |          |          |          |          |
| 6.       | »Inside the Eye of Algond«                    | 5:58     |          |          |          |          |          |          |          |
| 24:01    |                                               |          |          |          |          |          |          |          |          |

| Bonus pjesme | Bonus pjesme                    | Bonus pjesme | Bonus pjesme | Bonus pjesme | Bonus pjesme | Bonus pjesme | Bonus pjesme | Bonus pjesme | Bonus pjesme |
| Br.          | Skladba                         | Trajanje     |              |              |              |              |              |              |              |
| ------------ | ------------------------------- | ------------ | ------------ | ------------ | ------------ | ------------ | ------------ | ------------ | ------------ |
| 7.           | »The Nereid of Esgalduin«       | 3:52         |              |              |              |              |              |              |              |
| 8.           | »Vicious Joy and Black Delight« | 4:18         |              |              |              |              |              |              |              |
| 9.           | »Feast of the Grand Whore«      | 3:16         |              |              |              |              |              |              |              |
| 35:27        |                                 |              |              |              |              |              |              |              |              |

## Zasluge
Rotting Christ
- Necrosavron – bubnjevi
- Morbid – klavijature, glasovir
- Necromayhem – vokal, gitara
- Mutilator – bas-gitara, koncept naslovnice

Ostalo osoblje
- Kostas Stratigopoulos – produkcija
- Panos Tzanetatos – grafički dizajn, ilustracije